# Messe d'or
 (janvier 2014).
La messe d'or ou messe de Missus [Quand ?][Où ?] est une messe votive de la Sainte Vierge de 2e classe, qui se célèbre en Belgique dès le 15e siècle le mercredi des Quatre-Temps de l'Avent, qui est le premier mercredi après la Sainte Lucie (le 13 décembre), au début de l'hiver. C'est le texte de la  "Messe de la Sainte Vierge au samedi pendant l'Avent". Elle est tombée en désuétude en France mais est pratiquée avec ferveur en Belgique, en particulier dans les milieux de la Tradition du "rite tridentin". En Allemagne elle peut être célébrée quelques fois par semaine pendant l'avent et en Pologne tous les jours de semaine de l'Avent.
Cette messe est très populaire et est célébrée très tôt le matin ou tard le soir, avant le lever ou après le coucher du soleil, uniquement avec du luminaire de cierges. Le but est de vénérer la Sainte Vierge, enceinte du Messie, qui est la Lumière du Monde mais qui n'est pas encore visible, pas encore né. Le Messie, le Salut du monde, le Rédempteur va nous être donné par la Sainte Vierge à Noël. Nous l'attendons pendant l'Avent pour le recevoir à Noël. Voilà le rôle si important de "Marie qui porte Jésus dans son sein". Cette messe est nommée "d'or", pour sa réputation d'exaucer toutes les demandes des assistants.